# Burtnieks
Burtnieks (estniska: Asti järv, tyska: Burtnieker See) är en sjö i Livland i Lettland. Den ligger i Burtnieki kommun, 20 km norr om Valmiera. Den ligger på 39,5 meters höjd och dess area är 40,1 kvadratkilometer. Sjön är grund och har ett medeldjup på 2,9 meter. 
Den är den fjärde största sjön i Lettland. Den avvattnas av Salaca och tillflöden är Briede (42 km), Rūja (estniska: Ruhja jõgi, 77 km) och Seda (62 km).